# 1740年代
| 千纪： | 2千纪                                                                                            |
| 世纪： | 17世纪 \| 18世纪 \| 19世纪                                                                       |
| 年代： | 1710年代 \| 1720年代 \| 1730年代 \| 1740年代 \| 1750年代 \| 1760年代 \| 1770年代                 |
| 年份： | 1740年 \| 1741年 \| 1742年 \| 1743年 \| 1744年 \| 1745年 \| 1746年 \| 1747年 \| 1748年 \| 1749年 |

## 大事记
- 巴达维亚华人起义，在印度尼西亚发生针对华人的红溪大屠杀（1740年）
- 普魯士王國腓特烈大帝即位（1740年）
- 俄罗斯帝国伊凡六世即位（1740年）
- 奧地利王位繼承戰爭（1740年至1748年）
- 俄罗斯帝国彼得大帝幼女伊莉莎白即位（1741年）
- 第一次金川之役（1747年至1749年）
- 庞贝古城被重新發现（1748年）
- 孟德斯鳩法意出版，提出立法、司法、行政三權分立學說（1748年）

## 逝世
- 查理六世 (神圣罗马帝国)（1740年）
- 安娜一世·伊凡诺芙娜（1740年）
- 噶尔丹策零（1745年）